# Ciriaco Mattei
Ciriaco Mattei (Roma, 24 agosto 1545 – Roma, 20 ottobre 1614) è stato un nobile e collezionista d'arte italiano.
Fu patrono del Caravaggio durante il suo periodo di permanenza a Roma.

## Origini e famiglia
Ciriaco Mattei, primogenito di Alessandro e di Emilia Mazzatosta, nacque a Roma nell'agosto del 1545 nella nobile famiglia romana dei Mattei. Ebbe cinque fratelli e due sorelle, tra cui Girolamo e Asdrubale, insieme ai quali abitò nel palazzo di famiglia alle Botteghe Oscure (oggi Palazzo Caetani) ereditato dal padre Alessandro nel 1565, che Ciriaco e i suoi fratelli provvidero a completare e far decorare.
Nel 1560 sposò la lontana cugina Claudia Mattei, dalla quale ebbe, tra gli altri, Giovanni Battista, futuro capo della famiglia, e Alessandro, che abbracciò la vita ecclesiastica.
Nel 1566 ereditò dal suocero un'ampia tenuta sul Celio, su cui sorgeva una vigna digradante sulle rovine del tempio di Claudio provvista solo di una modesta abitazione di servizio in pessime condizioni. Nel giro di vent'anni, con l’ingente investimento di 60.000 scudi, Ciriaco trasformò radicalmente l’area, edificandovi una splendida villa (l’attuale villa Celimontana) e realizzando intorno a essa un superbo giardino terrazzato, con fontane, viali alberati e piazze.

## Incarichi pubblici
Deputato per le Fabbriche capitoline dal 1576, il Mattei supervisionò il completamento del cantiere michelangiolesco in Campidoglio, entrando in contatto, tra gli altri, con l’architetto Giacomo Del Duca e con lo scultore Pietro Paolo Olivieri, della cui collaborazione si avvalse nella ristrutturazione della villa sul Celio.
Fu conservatore di Roma negli anni 1562, 1565, 1569, 1573, 1577 e 1584. In questa veste, il suo nome compare nell’iscrizione commemorativa del Monumento funerario a Gregorio XI, fatto erigere nell'anno del suo ultimo mandato dalle istituzioni capitoline per commemorare il ritorno del Papato a Roma e conservato nella basilica di Santa Francesca Romana.

## Collezionismo e committenze
Nel 1586, anno in cui il fratello Girolamo divenne il primo cardinale della famiglia, Ciriaco affidò a Girolamo Muziano l’incarico di dipingere un ciclo con storie di San Matteo per la cappella di famiglia in Santa Maria in Aracoeli, decorazione che fu portata a termine nell’estate del 1589 con una documentata collaborazione di Cesare Nebbia e Sebastiano dei Rossi.
Tra il 1595 e il 1599, Ciriaco acquistò numerosi pezzi dalle collezioni di antichità delle famiglie Savelli, Santacroce e Massimo per ornare il giardino della sua nuova villa di sculture, ispirandosi alla naturale vocazione archeologica del luogo, ricco di resti di monumenti di età imperiale. Parte delle statue costituì nel Settecento uno dei primi lotti del Museo Pio-Clementino; altre confluirono nel secolo successivo nel Museo Chiaramonti, altre ancora furono acquistate da diversi artisti.

La Cena in Emmaus, uno dei dipinti commissionati al Caravaggio da Ciriaco Mattei

Appassionato collezionista non solo di antichità, ma anche di opere d’arte, il Mattei decorò entrambe le sue residenze con numerosi quadri che acquistò o commissionò direttamente tra la fine del XVI e l'inizio del XVII secolo. L'esatta composizione ed estensione della raccolta artistica del Mattei è tuttora ignota, ciò che è noto, invece, è che essa comprendeva opere di tutti gli artisti contemporanei più famosi, su tutti Bartolomeo Passarotti, Annibale Carracci, Guido Reni e, soprattutto, il Caravaggio, che i fratelli Mattei ospitarono nel loro palazzo tra il 1601 e il 1602. Ben tre furono le opere commissionate al Merisi: la Cena in Emmaus, la Cattura di Cristo e il cosiddetto San Giovannino (pagati rispettivamente 150, 125 e 85 scudi).
Le opere raccolte stavano diventando talmente numerose che Ciriaco, nel 1599, dovette avviare una serie di lavori nel suo palazzo per espandere la galleria destinata a contenerli (i lavori furono poi portati a termine da Asdrubale quasi un ventennio dopo).
La collezione venne ulteriormente ampliata nel corso degli anni seguenti, con opere di Antiveduto della Grammatica, Carlo Saraceni, Giovanni Lanfranco, dei membri della famiglia Bassano e dei già citati Muziano e Carracci.

## Altre attività
Nel 1592, Ciriaco ereditò dallo zio Paolo il feudo di Antuni. Tra il 1597 e il 1600, invece, acquistò insieme al fratello Asdrubale diversi feudi tra l'Umbria e la Sabina, sui quali gli furono concessi titoli nobiliari. Ciriaco, in particolare, divenne marchese di Rocca Sinibalda (feudo acquistato da Giuliano Cesarini) e conte di Castel San Pietro (feudo acquistato da Girolamo Ruiz).
Ciriaco fu, inoltre, membro delle principali confraternite di Roma (Ss. Salvatore, Crocifisso, Gonfalone), ma anche in stretto contatto con l’Ordine francescano (di cui il fratello cardinale Girolamo era protettore) e con i circoli più illuminati della riforma cattolica romana. Fu amico degli Orsini, dei Crescenzi, dei Colonna. Fu inoltre un sostenitore degli oratoriani, ai quali concesse, a partire dal 1600, di organizzare nel giardino della villa sul Celio la refezione collettiva dei numerosi pellegrini che ogni anno durante il carnevale si recavano a visitare le sette chiese.
Nel 1614 commissionò a Prospero Orsi per la cappella del palazzo di famiglia un dipinto con Filippo Neri e Carlo Borromeo.

## Morte ed eredità
Ciriaco morì a Roma il 20 ottobre 1614 e fu sepolto nella cappella di famiglia in Aracoeli, accanto al fratello Girolamo. La collezione di quadri passò al figlio Giovanni Battista, che tuttavia alienò diversi dipinti per consolidare i rapporti di amicizia dei Mattei con altre nobili famiglie romane. Lo stesso Giovanni Battista promosse, inoltre, le prime modifiche della villa del Celio, il cui originario aspetto fu irreparabilmente compromesso nel corso del tempo. Giovanni Battista ebbe solo figlie femmine e alla sua morte, nel 1624, la raccolta di dipinti passò ad Asdrubale. La collezione di Ciriaco restò, tuttavia, intatta solo per il tempo di una generazione, andando poi incontro a una lenta e progressiva dispersione.

## Ascendenza
|                   |                     |                         | Genitori                                  |  |  | Nonni |  |  | Bisnonni    |  |  | Trisnonni         |  |
|                   |                     |                         |                                           |  |  |       |  |  | Saba Mattei |  |  | Ludovico I Mattei |  |
|                   |                     |                         |                                           |  |  |       |  |  | Saba Mattei |  |  | Ludovico I Mattei |  |
|                   |                     | Giovanna Capodiferro    |                                           |  |  |       |  |  | Saba Mattei |  |  |                   |  |
| Ciriaco Mattei    |                     |                         |                                           |  |  |       |  |  | Saba Mattei |  |  |                   |  |
|                   |                     | Caterina Tuttavilla     | Guillaume d'Estouteville                  |  |  |       |  |  |             |  |  |                   |  |
|                   |                     | Caterina Tuttavilla     | Guillaume d'Estouteville                  |  |  |       |  |  |             |  |  |                   |  |
|                   |                     | Caterina Tuttavilla     | Girolama Tosti                            |  |  |       |  |  |             |  |  |                   |  |
| Alessandro Mattei |                     | Caterina Tuttavilla     |                                           |  |  |       |  |  |             |  |  |                   |  |
|                   |                     | Pietro Giovanni Matuzzi | Giovanni Matuzzi                          |  |  |       |  |  |             |  |  |                   |  |
|                   |                     | Pietro Giovanni Matuzzi | Giovanni Matuzzi                          |  |  |       |  |  |             |  |  |                   |  |
|                   |                     | Pietro Giovanni Matuzzi | …                                         |  |  |       |  |  |             |  |  |                   |  |
| Giulia Matuzzi    |                     | Pietro Giovanni Matuzzi |                                           |  |  |       |  |  |             |  |  |                   |  |
|                   |                     | Isabella Borgia         | Papa Alessandro VI                        |  |  |       |  |  |             |  |  |                   |  |
|                   |                     | Isabella Borgia         | Papa Alessandro VI                        |  |  |       |  |  |             |  |  |                   |  |
|                   |                     | Isabella Borgia         | …                                         |  |  |       |  |  |             |  |  |                   |  |
| Ciriaco Mattei    |                     | Isabella Borgia         |                                           |  |  |       |  |  |             |  |  |                   |  |
|                   | Riccardo Mazzatosta | Paolo Mazzatosta        |                                           |  |  |       |  |  |             |  |  |                   |  |
|                   | Riccardo Mazzatosta | Paolo Mazzatosta        |                                           |  |  |       |  |  |             |  |  |                   |  |
|                   | Riccardo Mazzatosta | …                       |                                           |  |  |       |  |  |             |  |  |                   |  |
| Tuccio Mazzatosta | Riccardo Mazzatosta |                         |                                           |  |  |       |  |  |             |  |  |                   |  |
|                   |                     | Vittoria Massimo        | …                                         |  |  |       |  |  |             |  |  |                   |  |
|                   |                     | Vittoria Massimo        | …                                         |  |  |       |  |  |             |  |  |                   |  |
|                   |                     | Vittoria Massimo        | …                                         |  |  |       |  |  |             |  |  |                   |  |
| Emilia Mazzatosta |                     | Vittoria Massimo        |                                           |  |  |       |  |  |             |  |  |                   |  |
|                   |                     | Orsino Fausto Orsini    | Matteo Orsini                             |  |  |       |  |  |             |  |  |                   |  |
|                   |                     | Orsino Fausto Orsini    | Matteo Orsini                             |  |  |       |  |  |             |  |  |                   |  |
|                   |                     | Orsino Fausto Orsini    | …                                         |  |  |       |  |  |             |  |  |                   |  |
| Claudia Orsini    |                     | Orsino Fausto Orsini    |                                           |  |  |       |  |  |             |  |  |                   |  |
|                   |                     | Lavinia Cantelmo        | Giovanni Cantelmo                         |  |  |       |  |  |             |  |  |                   |  |
|                   |                     | Lavinia Cantelmo        | Giovanni Cantelmo                         |  |  |       |  |  |             |  |  |                   |  |
|                   |                     | Lavinia Cantelmo        | Giovannella Gaetani dell'Aquila d'Aragona |  |  |       |  |  |             |  |  |                   |  |
|                   |                     | Lavinia Cantelmo        |                                           |  |  |       |  |  |             |  |  |                   |  |